# 任天堂企画制作本部
任天堂企画制作本部（にんてんどう きかくせいさくほんぶ、英: Nintendo Entertainment Planning & Development、EPD）は、任天堂最大のゲームソフト開発部門である。この部門はかつて任天堂のソフトウェア開発部門として併存していた情報開発本部（EAD）と企画開発本部（SPD）が2015年9月に統合されて設立されたものである。

## 歴史
2015年9月16日、新たに任天堂の社長に就任した君島達己の下で実施された大規模な企業再編の一環として、任天堂のゲームソフト開発部門であった情報開発本部（EAD）と企画開発本部（SPD）が統合され、企画制作本部が設立された。
企画制作本部は、統合された2部門の役割を引き継ぎ、任天堂プラットフォームおよびスマートデバイス向けのソフトウェア開発、並びに知的財産の管理やライセンスアウトを行う。また、外部スタジオとの協働におけるプロジェクトの監修や制作支援も担っている。本部長には企画開発本部の本部長を務めていた高橋伸也が就任し、江口勝也（前情報開発本部副本部長）と小泉歓晃（前情報開発本部東京制作部第2グループマネージャー）が副本部長を務めている。
設立初期には、上記のほか青沼英二、野上恒、田邊賢輔、手塚卓志、坂本賀勇がそれぞれ上級の役職を務め、2019年にはこのうち青沼、野上、田邊が昇進した。また、2023年には高橋と小泉がより上位の役職に昇進し、青沼と音楽スタッフの近藤浩治が上席役員に任命された。
2023年時点で、企画制作本部は第10までのプロダクショングループ、スマートデバイスプロダクショングループ、協働開発プロダクショングループ、サウンド統括グループを有していることが確認されている。

## 組織構造
主に京都に拠点を置く企画制作本部は、統合前の2部門と同様の仕組みで運営され、多くのグループに分かれている。本部には10のプロダクショングループが存在し、それぞれがゲームの開発またはプロダクションを担当している。各グループには専任のマネージャー、プロデューサー、プロジェクトリーダーがおり、特定のシリーズやプロジェクトに集中しながら、本部全体の人材を活用して開発を進めている。また、本部長、副本部長、上席統括役員がこれらのプロダクショングループを統括している。以下に現在確認されているグループを示す。
協働開発プロダクショングループ（旧第2プロダクショングループ、2023年に改称）
外部スタジオが開発し任天堂が発売するタイトルの多くを担当しており、「星のカービィ」、「ゼノブレイド」、「ファイアーエムブレム」、「マリオ&ルイージRPG」シリーズなどが含まれる。
第3プロダクショングループ（ゼルダチーム）
藤林秀麿を中心としたチームを有し、「ゼルダの伝説」シリーズ本編の開発を担当している。
第4プロダクショングループ
河本浩一や嶋村隆行を中心としたチームを有し、「1-2-Switch」、「Nintendo Labo」、「リングフィット アドベンチャー」、「もっと脳を鍛える大人のDSトレーニング」、「ジャンプロープ チャレンジ」、「ナビつき！つくってわかる はじめてゲームプログラミング」、「Nintendo Switch Sports」、「エブリバディ 1-2-Switch!」などの体を動かすことに重点を置いたゲームやカジュアルゲームといった実験的なタイトルを開発している。同グループはまた、任天堂技術開発本部と共同で「Alarmo」を開発した。
第5プロダクショングループ
京極あやをグループマネージャーとして、「どうぶつの森」シリーズや「スプラトゥーン」シリーズを開発している。
第6プロダクショングループ
外部スタジオが開発し任天堂が発売する「ペーパーマリオ」、「メトロイドプライム」、「ルイージマンション」シリーズなどを監修・プロデュースしている。
第7プロダクショングループ
MercurySteamと共同で2D「メトロイド」を開発し、MAGES.とともに「ファミコン探偵倶楽部」シリーズを手がけている。
第8プロダクショングループ（別名：Nintendo EPD Tokyo）
3D「スーパーマリオ」シリーズを開発している。
第9プロダクショングループ
矢吹光佑をグループマネージャーとして、「マリオカート」シリーズや「ARMS」を開発している。
第10プロダクショングループ
2D「スーパーマリオシリーズ」や「スーパーマリオメーカー」シリーズ、「ピクミン」シリーズを開発している。
スマートデバイスプロダクショングループ
紺野秀樹をグループマネージャーとして、他のEPDグループと連携してスマートフォン向けゲームの開発や外部スタジオとのプロデュースを担当している。